# Американские червеобразные змеи
Американские червеобразные змеи (лат. Anomalepididae) — семейство змей.
Небольшие неядовитые змеи длиной менее 30 см. Обитают в Центральной и Южной Америке.
Обитают в лесной подстилке и под упавшими древесными стволами. Кормятся мелкими беспозвоночными. Из-за скрытного образа жизни биология этих змей изучена крайне слабо и выяснить их реальную численность очень сложно.

## Классификация
Насчитывается 18 видов, входящих в семейство:
| Латинское название рода | Русское название рода           | Количество видов |
| ----------------------- | ------------------------------- | ---------------- |
| Anomalepis              | Американские червеобразные змеи | 4                |
| Helminthophis           | Гельминтофисы, или червезмеи    | 3                |
| Liotyphlops             | Ложные слепозмейки              | 10               |
| Typhlophis              | Тифлофисы                       | 1                |

Хотя традиционно американских червеобразных змей относили к инфраотряду Scolecophidia, молекулярные данные показали, что они более родственны высшим змеям (Alethinophidia), вместе с которыми входят в безымянную кладу как сестринские таксоны.